# Gozón
Gozón là một đô thị trong cộng đồng tự trị của Công quốc Asturias, Tây Ban Nha.

## Nhân khẩu
Bản mẫu:Nhân khẩu 5col

## Giáo khu
| - Ambiedes - Bañugues - Bocines - Cardo - Heres | - Laviana - Luanco - Manzaneda - Nembro - Podes | - Verdicio - Vioño - Viodo |